# Tuditanus
Il tuditano (gen. Tuditanus) è un anfibio estinto, appartenente ai lepospondili. Visse nel Carbonifero superiore (Pennsylvaniano, circa 312 - 305 milioni di anni fa) e i suoi resti fossili sono stati ritrovati in Nordamerica (Ohio). 

## Descrizione
Questo animale era lungo circa 15 centimetri e il suo aspetto doveva ricordare vagamente quello di una lucertola dalla testa grossa. Il corpo era più corto di quello di altri animali simili (come Hyloplesion) e le vertebre presacrali erano 28. Le zampe possedevano una struttura robusta, da rettile, e le cinque dita di ogni arto erano allungate e dotate di falangi lunghe. Le punte delle dita possedevano una caratteristica insolita: erano a forma di vanga, con la parte terminale espansa lateralmente e piegata ventralmente. L'ilio conservava ancora il processo dorsale biforcato, tipico degli immediati antenati di Tuditanus. 

## Classificazione
Tuditanus fa parte dei microsauri, un gruppo di anfibi lepospondili di piccole dimensioni, tipici del Carbonifero e solitamente dotati di zampe corte. Tuditanus è considerato un microsauro derivato, e dà il nome al sottordine dei Tuditanomorpha.

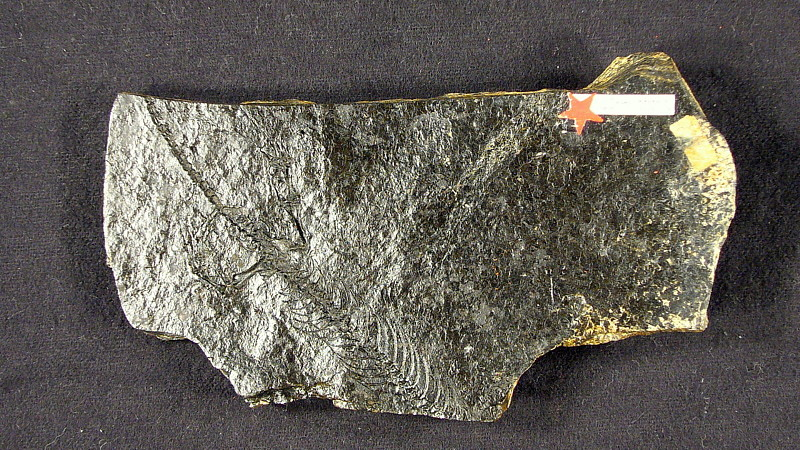
Fossile di Tuditanus punctulatus

Descritto da Edward Drinker Cope nel 1871, Tuditanus è conosciuto principalmente grazie a due scheletri provenienti da Linton (Ohio), ben conservati. Le zampe robuste dotate di dita allungate hanno portato numerosi studiosi a ritenerlo vicino all'origine dei rettili. In realtà, la forma del corpo simile è attualmente ritenuta un fenomeno di convergenza evolutiva. 
Uno stretto parente di Tuditanus è Asaphestera, conosciuto grazie a fossili provenienti dal giacimento di Joggins, in Nuova Scozia. La specie tipo (e la più conosciuta) di Tuditanus è T. punctulatus.

## Paleoecologia
I fossili estremamente rari di Tuditanus, unitamente alla morfologia robusta degli arti, ha portato i paleontologi a ipotizzare uno stile di vita terrestre di questo animale. Tuditanus forse caciava piccoli insetti e artropodi nelle foreste carbonifere.